# School of Rock (serie televisiva)
School of Rock è una sitcom statunitense per ragazzi ideata da Jim Armogida e Steve Armogida e prodotta da Nickelodeon, basata sull'omonimo film.

## Trama
La serie narra di un gruppo di studenti delle scuole medie che imparano a correre rischi e a raggiungere i propri obbiettivi utilizzando lo stile rock. Dewey Finn è un musicista fallito, dal carattere molto infantile e un po' sciocco, che stanco della sua vita decide di "fare qualcosa di più" ed entra come supplente in una scuola molto prestigiosa. Ben presto si accorgerà che i ragazzi sono costretti a stare in mezzo a mille regole e che vorrebbero essere solo più liberi. Finn deciderà allora di riprendere in mano la chitarra e di formare una rock band con alcuni studenti della sua classe per insegnargli a "combattere il potente" e ad esprimere le proprie opinioni ma anche per partecipare (e vincere) la Battle of the Bands, un concorso a cui lui tiene molto. Le lezioni della sua classe si trasformeranno così in prove clandestine per una band segreta, gli School of Rock di cui nessuno ne è o ne deve essere a conoscenza. I 5 ragazzi che formano con lui la band sono la ribelle Tomika, il belloccio Freddy, l'euforica Summer, il diligente Zack e il nerd Lawrence. Scopriranno così il mondo del rock e riusciranno finalmente ad esprimersi e a vivere un sogno che, iniziato come un gioco, diventerà per loro una cosa molto seria.

## Personaggi e interpreti
- Dewey Finn, interpretato da Tony Cavalero. Il protagonista della serie, colui che crederà nelle doti nascoste degli studenti della William B. Travis Prep School. Dewey è il supplente, personaggio alquanto bizzarro, creativo, svampito che insegnerà come suonare e amare il rock'n'roll. I ragazzi gli saranno riconoscenti. Vive con i suoi genitori e prima era in una band che si chiamava Dewey Finn Experience la quale mantenne questo nome nonostante l'uscita di Dewey Finn. Nella seconda stagione quando la professoressa tornerà sarà costretto ad andarsene ma poi grazie ai ragazzi tornerà a ricoprire il ruolo di insegnante della loro classe. Si affeziona molto ai ragazzi e nonostante si comporti molto più come un adolescente che come un adulto dà a loro ottimi consigli.
- Tomika, interpretata da Breanna Yde. È la bassista e cantante della band. Ragazza piccola, ma forte, piena di idee, intraprendente e carismatica, farebbe di tutto per la band. Tomika è un vero maschiaccio ed ha ottenuto questa fama nella scuola. Dorme con un peluche, da cui non riesce a separarsi, ma se ne vergogna e non vuole farlo sapere a nessuno. Grazie alla sua voce diventerà la cantante nella band ma suona anche un basso bianco. Adora andare in skate e gli sport. Vuole che Summer si tolga dalla testa Freddy perché non vuole che lei stia male. Summer è la sua migliore amica e per lei farebbe di tutto anche se spesso non approva le idee folli della ragazza. Sa suonare anche il violoncello. Nella seconda stagione bacia Zack ma chiarisce subito con lui che è stato un errore e che non provano niente l'uno per l'altra.
- Freddy, interpretato da Ricardo Hurtado. È il batterista, nonché il ragazzo che 'ci vede lungo'. Sarà colui che saprà riconoscere nell'idea del professore una grande opportunità per tutti loro. è un po' svampito ma molto buono ed è un amico fantastico col sorriso sempre stampato sul volto che cerca di essere positivo in ogni occasione. Gli piace lo skateboard e non è bravo a scuola. Suona la batteria nella band e sa suonare anche i piatti. Per lui la band è la cosa più importante. Molti definiscono il suo taglio di capelli splendido e gellato. Non si rende minimamente conto dei sentimenti che Summer prova per lui sebbene certe volte siano parecchio espliciti. È estremamente vanitoso e nella seconda stagione si innamorerà di Kale, anche se poi si renderá conto di provare qualcosa per Summer e per questo lascerà Kale con cui si era per un periodo fidanzato. Nella terza stagione proverà a diventare il ragazzo di Summer, volendo dichiararsi a lei, ma, appena ci riesce, decide di tirarsi indietro, volendo che per non soffrire, rimangano solo amici, però poi, si metteranno insieme non volendo però dirlo alla band, ma si renderanno conto di aver fatto un errore e, nell’ultimo episodio decidono di mettere fine alla loro storia perché il gruppo viene prima e poi si baceranno.
- Summer, interpretata da Jade Pettyjohn. È una ragazza studiosa e diligente e non si accontenta facilmente, è però molto carina e non ha per niente l'aspetto da secchiona. Esuberante ed impulsiva è spesso esagerata in tutto ma è un'ottima amica ed è molto gentile. Sogna di frequentare un'università importante e di fare carriera. Non volendo ridursi a suonare il tamburello (inizialmente voleva cantare ma la sua voce è a dir poco pessima), Summer saprà prendere le redini della band diventandone la manager. Ha una cotta esagerata per Freddy ed ha nel suo armadietto una foto del ragazzo con cui è solita parlare. Fa mille progetti su una loro vita futura insieme e diventa gelosissima quando qualche ragazza si avvicina a lui. Cercherà però di dimenticarlo nella seconda serie dopo aver capito che lui è innamorato di Kale ma non si accorge che nel frattempo lui comincia a provare dei sentimenti per lei. Sa suonare il clarinetto e la sua migliore amica è Tomika a cui vuole molto bene e di cui ammira il coraggio e la forza. Nella terza stagione dopo la dichiarazione di Freddy ritorneranno i suoi sentimenti e si metteranno insieme non volendo però dirlo alla band, ma nell’ultimo episodio si rendono conto di aver fatto un errore decidendo di mettere fine alla loro storia perché il gruppo viene prima e che per ora dovranno aspettare e poi, inaspettatamente, si baceranno.
- Zack, interpretato da Lance Lim. Dal timido ragazzo influenzato dalla rigidità dei genitori, Dewey lo trasformerà nel 'mostro' del rock'n'roll. Suonerà la chitarra elettrica all'interno della band ma sa suonare anche quella classica. Spesso si comporta in modo saccente e cerca di essere un ribelle ma non riesce mai a compiere veri e propri atti di ribellione per paura del giudizio del padre. Ha un talento sorprendente, è molto bravo a negoziare, e i suoi migliori amici sono Lawrence e Freddy. Riesce a prevalere su suo padre che per lui voleva una vita chiusa facendogli suonare solo musica classica per farlo diventare amministratore delegato. Nella seconda stagione bacia Tomika ma chiariscono subito tra di loro che è stato uno sbaglio e che sono solo amici dato che non provano nessun sentimento romantico l'uno per l'altro. Gli piace molto il lacrosse.
- Lawrence, interpretato da Aidan Miner. Il ragazzo bizzarro e tecnologico. È molto ingenuo, svampito e fifone e si lascia spesso condizionare e fa quello che gli dicono gli altri senza accorgersi di star obbedendo a degli ordini. Il suo migliore amico è Zack. Gli piacciono la fantascienza e il laser game ed è un vero nerd. Lawrence è colui che suonerà la tastiera all'interno della band ma sa suonare anche lo xilofono e il pianoforte. La maggior parte delle volte il suo comportamento e le sue parole possono compromettere la permanenza del professor Finn nella scuola e la segretezza della band. Odia il rischio ma ha sempre buone idee.

## Episodi
La prima stagione è andata in onda negli Stati Uniti su Nickelodeon dal 12 marzo 2016 al 18 giugno 2016. La seconda dal 17 settembre 2016 al 28 gennaio 2017. La terza dall'8 luglio 2017 all'8 aprile 2018.
In Italia la prima stagione è stata trasmessa su TeenNick dal 21 novembre 2016 al 6 dicembre 2016 e la seconda dall'11 marzo 2017 al 1º aprile 2017 (dal 9 luglio al 24 agosto 2017 la serie passò brevemente su Canale 5, che trasmise 28 episodi in seconda serata). La terza dal 20 novembre 2017 al 30 maggio 2018, dopo la terza stagione la Nickelodeon ha smesso la produzione e nello stesso periodo ha smesso anche la produzione di Nicky, Ricky, Dicky & Dawn (altra serie televisiva di Nickelodeon).
| Stagione         | Episodi | Prima TV USA | Prima TV Italia |
| ---------------- | ------- | ------------ | --------------- |
| Prima stagione   | 12      | 2016         | 2016            |
| Seconda stagione | 13      | 2016-2017    | 2017            |
| Terza stagione   | 20      | 2017-2018    | 2017-2018       |

## Produzione
Nell'agosto 2014, la Nickelodeon ha annunciato il sequel del film School of Rock e il cast è stato rivelato nel marzo 2015. Il 5 aprile 2016, Nickelodeon ha annunciato che la serie è stata rinnovata per una seconda stagione di 13 episodi e l'attrice Breanna Yde ha annunciato sul suo profilo Twitter che la produzione della seconda stagione è iniziata il 24 aprile 2016. La seconda stagione è stata premiata su Nickelodeon il 17 settembre 2016. Il 2 dicembre 2016 Nickelodeon ha rinnovato la serie per una terza stagione di 20 episodi, trasmessa in Italia a partire da lunedì 20 novembre 2017. Il 15 novembre 2017, Nickelodeon annuncia che la terza stagione sarà l'ultima.
Tony Cavalero ha dichiarato sui social media che l'8 aprile 2018 è stata distribuita la seconda parte del finale di serie.